# Henryk Iwański
Henryk Iwański (ur. 1902, zm. 1978) – major Wojska Polskiego, żołnierz AK, oficer Związku Walki Zbrojnej, członek polskiego ruchu oporu podczas II wojny światowej, członek Korpusu Bezpieczeństwa.

## Współpraca z żydowskim ruchem oporu
W listopadzie 1939 do Henryka Iwańskiego ps. „Bystry” zgłosiło się czterech Żydów, którzy byli w czasie kampanii wrześniowej oficerami Wojska Polskiego. W ich imieniu porucznik Dawid Apfelbaum zaproponował Iwańskiemu utworzenie żydowskiej grupy bojowej, która stałaby się częścią polskiego podziemia w getcie warszawskim. Pod koniec grudnia grupa została zaaprobowana przez naczelne dowództwo i została powołana do życia. W jej skład początkowo miała wejść grupa 39 ludzi, która złożyła przysięgę oraz otrzymała nazwę Żydowskiego Związku Wojskowego. Bojownikom kapitan Iwański, który miał pełnić funkcję łącznika z bojownikami ŻZW ze strony Armii Krajowej, wręczył 39 pistoletów vis.

## Powstanie w getcie warszawskim
Henryk Iwański był dowódcą 18-osobowego oddziału AK, który walczył podczas powstania w getcie warszawskim. 26 kwietnia dowództwo AK otrzymało meldunek, że dowódca powstania z ramienia Żydowskiego Związku Wojskowego – Dawid Moryc Apfelbaum jest ranny i żąda natychmiastowej pomocy. Komenda Główna poleciła Iwańskiemu zorganizowanie przejścia grupy bojowej na teren getta i włączenie się do walk. Rozkaz miał zostać wykonany przez jeden z oddziałów Korpusu Bezpieczeństwa. Jego dowódcą został Henryk Iwański, zastępcą Władysław Zajdler „Żarski”, a ubezpieczać miał Paweł „Roch” Kowalski. Oddział Iwańskiego przedostał się na teren getta 27 kwietnia tunelem przy ul. Muranowskiej, gdzie stoczono największą bitwę powstania wraz z Żydowskim Związkiem Walki – ŻZW. Na pl. Muranowskim żołnierze AK spalili czołg niemiecki, rozbito kompanię Łotyszy i zatrzymano Niemców przed domem na Muranowskiej 7. W trakcie walk poległo około dziesięciu żołnierzy OWKB, m.in. syn majora Roman Iwański i brat Wacław Iwański, a Henryk został ranny. Akcję Iwańskiego potwierdza 75-stronicowy tzw. Raport Stroopa, będący relacją dowódcy niemieckich sił pacyfikacyjnych Getta Jürgena Stroopa. Akcję Iwańskiego opisuje następująco: „Główna grupa Żydów, wymieszana z polskimi bandytami, wycofała się na tak zwany plac Muranowski już w pierwszym lub drugim dniu walk. Tam zostali dozbrojeni przez znaczną grupę polskich bandytów.”

## Losy powojenne
Współpraca Henryka Iwańskiego z żydowskim ruchem oporu oraz jego udział w powstaniu w getcie w roku 1943 była w PRL-u kompletnie nieznana. Stała się tematem tabu głównie w związku z faktem, że ŻZW był organizacją prawicową przeciwną lewicowemu ŻOB, a władze komunistyczne promowały pamięć o tej drugiej organizacji. Podobna sytuacja miała zresztą miejsce w przypadku Armii Krajowej. Komunistyczne władze Polski pomijały, przemilczały bądź całkowicie marginalizowały udział i osiągnięcia niekomunistycznego podziemia jednocześnie wyolbrzymiając rolę lewicowych organizacji w polskim ruchu oporu jak PAL, AL czy PPS. W przypadku powstania w getcie warszawskim cenzura polityczna objęła prawicowy i współpracujący z Armią Krajową ŻZW. Kolejną sprawą, jaka miała wpływ na zapomnienie tej współpracy, był fakt prześladowania członków AK przez reżim komunistyczny Polski Ludowej. W wyniku tych represji sami uczestnicy wydarzeń ukrywali swoje biografie.
Sprawa nie podlegała jednak cenzurze na zachodzie. Na początku lat 60. XX wieku do Warszawy przybyła izraelska dziennikarka Chaia Lazar szukająca materiałów o ŻZW. Podczas poszukiwań trafiła na Henryka Iwańskiego i jego kolegów, którzy z ramienia AK wspomagali Żydów w getcie. Dziennikarka sporządziła dokumentację rozmów oraz opublikowała na zachodzie artykuły na temat wkładu Korpusu Bezpieczeństwa w powstanie w getcie oraz jego współpracę z ŻZW. Na podstawie tych powojennych badań, w 1964 r. Henryk Iwański wraz z żoną Wiktorią (która przez całą wojnę ukrywała Żydów) zostali odznaczeni przez ambasadora Izraela w Warszawie, Dov Satoatha, odznaczeniem Sprawiedliwego wśród Narodów Świata przyznawanym przez instytut Jad Waszem.

## Kontrowersje wokół osoby Iwańskiego w Polsce
Po upadku komunizmu historia Iwańskiego stała się bardziej znana wywołując jednak wiele kontrowersji. W IPN przeprowadzono kwerendy w aktach, poszukując informacji na temat Henryka Iwańskiego oraz Korpusu Bezpieczeństwa. Według historyków związanych z tą instytucją Iwański oraz jego koledzy byli zwykłymi hochsztaplerami. Iwański nigdy nie był oficerem ani nawet członkiem AK, żaden z członków „jego grupy” nie uczestniczył w żadnym z dwóch powstań (1943 i 1944). Krytykę osoby Iwańskiego, jak również jego domniemanej działalności zamieściły czasopisma „Więź” oraz „Tygodnik Powszechny”.
Według art. Dariusza Libionki i Laurence’a Weinbauma Iwański wraz z kolegami spreparował po wojnie swoją biografię przypisując sobie zasługi, które nie miały miejsca. Jak piszą: W wypełnionych własnoręcznie przez naszych bohaterów formularzach zgłoszeniowych do ZBoWiD nie znajdziemy żadnych informacji o współpracy z żydowskimi bojownikami, o ŻZW czy wreszcie bohaterskich czynach w czasie powstania w getcie w kwietniu 1943 r. Odkryjemy natomiast nieudolne próby tworzenia wojennych biografii.
Natomiast w Tygodniku Powszechnym z kwietnia 2006, ukazał się artykuł Powstanie w Getcie: kto był kim? w którym o Korpusie Bezpieczeństwa napisano: W ocenie gdańskiego historyka Janusza Marszalca była to formacja nieliczna, grupująca ludzi o dużych ambicjach; dowodem ma być przyznawanie sobie nawet stopni generalskich, a także zaskakujące wolty polityczne zakończone kolaboracją z PPR i Sowietami.